# 莉莲·沃森
莉莲·沃森（英語：Lillian Watson，1950年7月11日—），美国女子游泳运动员，主攻仰泳和自由泳。她曾代表美国参加1964年和1968年夏季奥林匹克运动会游泳比赛，获得二枚金牌。